# Kalief
Een kalief (Arabisch: خليفة chalifa: opvolger, plaatsvervanger, rentmeester) staat aan het hoofd van een kalifaat. In de geschiedschrijving wordt hiermee meestal gedoeld op het rijk dat ontstond door de islamitische veroveringen vanaf de 7e eeuw, maar er waren ook andere (hiervan afgeleide) kalifaten.

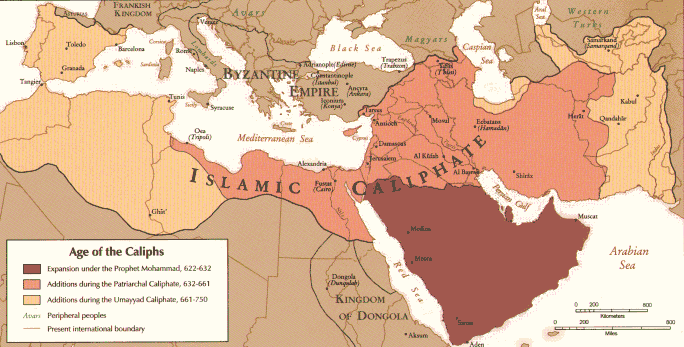
Ontwikkeling van het Islamitische Kalifaat
Onder de profeet Mohammed, 622-632
Uitbreiding onder het patriarchale kalifaat, 632-661
Uitbreiding onder het Umayyad-kalifaat, 661-750

## Definities
De term 'kalief' in de zin van de mens als Gods vertegenwoordiger op de aarde in de Koran, heeft in de Arabische wereld pas tijdens de dynastie van de Omajjaden een politieke lading gekregen als een persoonlijke titel van de sultans. De kalief werd sinds die tijd beschouwd als een erfelijke opvolger, maar dan alleen in wereldlijke aangelegenheden, als leider van de oemma, en niet als profeet. De kalief was weliswaar leider van de gelovigen, maar liet de interpretatie van de Koran en de Hadith over aan de oelema of schriftgeleerden. 
De belangrijkste taak van de kalief was om het rijk te besturen en het geloof te vertegenwoordigen en te beschermen. 'Kalief' is ook een begrip uit de Koran, dat ongeveer gelijk is aan het christelijke begrip 'rentmeester'. Het betekent verzorger en onderhouder van de aarde. Volgens de Koran werd Adam door God op aarde als kalief aangesteld.

## Soennieten en sjiieten
De twee hoofdstromingen binnen de islam, het soennisme en het sjiisme, verschillen door hun opvatting over wie de eerste kalief was. Volgens de soennieten had Aboe Bakr, nadat de metgezellen van de profeet voor hem kozen, het recht om de eerste kalief te zijn. De sjiieten zien hem en zijn eerste twee opvolgers als usurpators en zijn van mening dat de titel van kalief alleen geërfd kan worden waarbij ze vinden dat de titel binnen de familie van Mohammed moet blijven. Zij zien Mohammeds neef Ali als eerste kalief en gebruiken hierbij als argument dat Mohammed zelf, toen men terugkwam van de bedevaart naar Mekka, de hand van Ali zou hebben opgestoken en gezegd dat men na hem Ali moest volgen. De soennieten zien Ali slechts als de vierde kalief.

## De vier rechtgeleide kaliefen van het soennisme

Geanimeerde kaart van het Rashidun-kalifaat uit 632-661

De eerste vier kaliefen die na de dood van Mohammed regeerden, worden door soennitische moslims de rechtgeleide kaliefen of rasjidoen genoemd. Bij het systeem van opvolging speelden familiebanden geen rol. Het tijdperk van de rechtgeleide kaliefen duurde van 632 tot 661.
De eerste kalief in het soennisme was Aboe Bakr, de schoonvader van Mohammed. Wat betreft het politieke, religieuze en militaire leiderschap over de oemma werd hij in 632 de opvolger van Mohammed. Hij begon de grote Islamitische veroveringen, waarbij niet lang na de dood van Mohammed het hele Arabisch Schiereiland onderdeel werd van het eerste kalifaat. Verder werden ook delen van Levant en Mesopotamië veroverd.
De tweede kalief was Omar, dit was de keuze van Aboe Bakr. Omar breidde het islamitische rijk verder uit door delen van het Byzantijnse Rijk te veroveren zoals Egypte, Palestina en een groot deel van Syrië. In deze tijd werden eveneens het resterende deel van Mesopotamië en het westen van Perzië door de moslims veroverd.
Uthman (of Othman) werd, na Omars plotselinge dood, als derde kalief gekozen. Onder zijn leiding gingen de islamitische veroveringen verder, en werden ook het voorheen Byzantijnse Libië en het nog resterende oostelijk deel van het Perzische Rijk onderdeel van het Arabische Rijk. Omtrent de opvolging van Uthman bestond echter veel onenigheid, en volgend op een opstand in 656 werd hij door de opstandelingen vermoord, volgens de overlevering terwijl hij de koran aan het lezen was. Die koran wordt bewaard in Tasjkent. Die opstandelingen waren de kharidjieten die later nog meerdere keren in opstand kwamen.
Mohammeds neef en schoonzoon Ali was de vierde, en laatste rechtgeleide, kalief. Na de moord op zijn voorganger Uthman ontstond rondom de verkiezing van Ali het grootste schisma in de islam: dat tussen soennieten en sjiieten. Voor de sjiieten stond Ali op een heel belangrijke plaats, alleen Mohammed zelf was belangrijker dan hij. Tijdens Mohammeds leven trok Ali veel met hem op en er zijn diverse verhalen overgeleverd die gaan over Mohammed en Ali. Ali vocht mee in alle vroege oorlogen van de islam. Ook Ali werd door een kharidjiet vermoord, in 661 in de stad Koefa. Nadat Ali was vermoord greep uiteindelijk de gouverneur van Damascus en vroegere generaal van Uthman Moe'awija I, de stichter van de Omajjaden-dynastie, de macht en kwam er een einde aan de tijd van de rechtgeleide kaliefen.

## Aliden, Omajjaden en Abbasiden

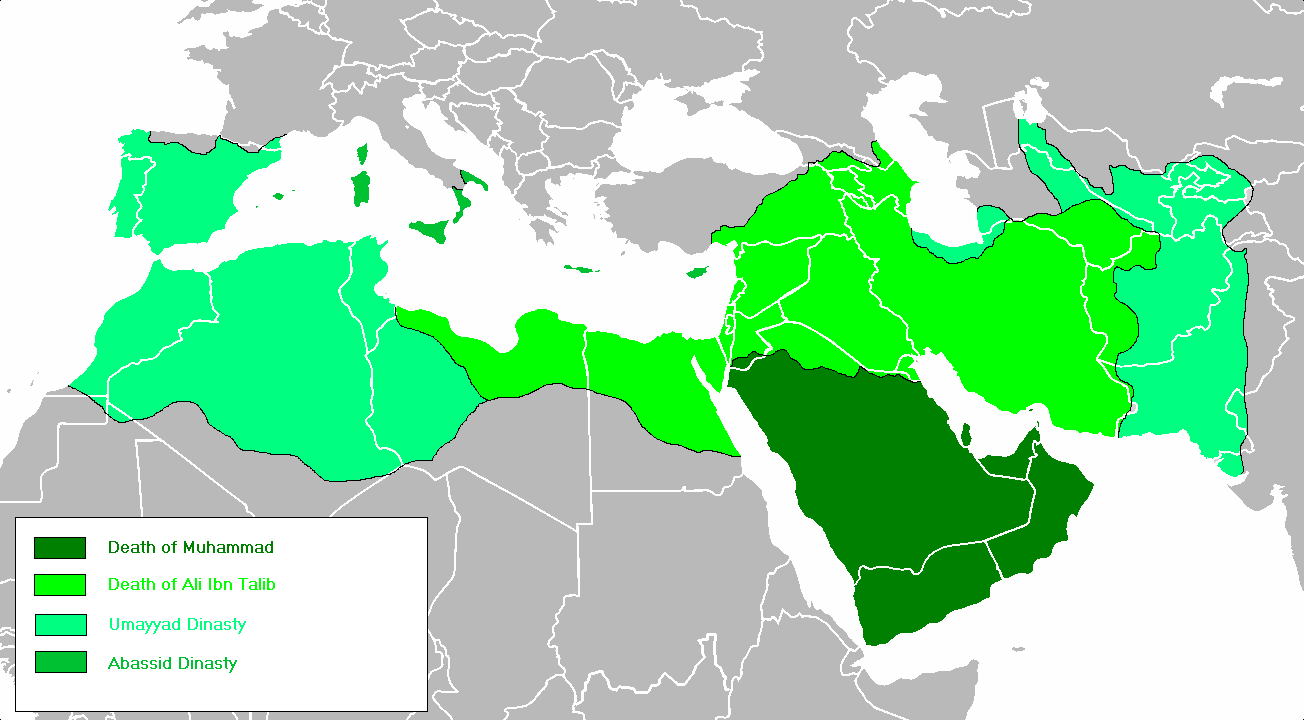
Omajjadenrijk (Iberisch schiereiland, NW-Afrika, Oostelijk Perzië
Abbasidenrijk (Zuid-Italië, eilanden tussen Italië en Spanje)

Ali werd opgevolgd door zijn oudste zoon Hassan, die kort daarna vergiftigd werd. Ali's tweede zoon Hoessein trok het kalifaat naar zich toe, maar werd in 680 vermoord.
Tegelijkertijd regeerden de Omajjaden vanuit Damascus. Aangezien de meeste moslims de Omajjaden steunden, werd de leider der Omajjaden als kalief beschouwd. De Omajjaden werden door de Abbasiden in 750 verslagen, waarna de Abbasiden de kalief leverden vanuit Koefa en later Bagdad.
De kalief in Bagdad verloor door diverse oorzaken aan macht en daarmee aan invloed. In 946 veroverden de Boejiden, een sjiitische stam uit Iran, zelfs Bagdad, waarna de kalief vrijwel geen invloed meer had. Uiteindelijk werden de Abbasiden in 1258 door het Mongoolse Rijk verslagen.
Hoewel vrijwel alle familieleden van de kalief in een grote 'ceremonie' werden vermoord door de Mongolen, konden enkelen vluchten naar het vrije Egypte. Hier waren sinds de Slag bij Ain Jalut de mammelukken aan het bewind. Zij verwelkomden de Abbasiden en installeerden een van hen als kalief. Deze zogenaamde Caïro-kaliefen hadden geen macht en vervulden slechts ceremoniële taken bij de troonsbestijging van een nieuwe sultan.

## Ottomanen
De Caïro-kaliefen werden in 1517 bij de verovering van Caïro door sultan Selim I van het Ottomaanse Rijk afgezet. Sindsdien werd de titel van kalief gedragen door de Ottomaanse sultan. De laatste kalief was Abdülmecit II, de opvolger van de laatste Ottomaanse sultan. Abdülmecit II regeerde van 19 november 1922 tot 3 maart 1924. De Turkse Grote Nationale Vergadering, die de monarchie had afgeschaft, wilde aanvankelijk het kalifaat laten voortbestaan, maar schafte het anderhalf jaar later al af.
Hoessein ibn Ali, de sjarif van Mekka, riep zich hierna als nazaat van Mohammed uit tot kalief, maar dit werd niet geaccepteerd door zijn rivaal en gezworen tegenstander van het kalifaat Abdoel Aziz al Saoed, die Hoessein vrijwel direct aanviel en versloeg. Abdoel Aziz al Saoed weigerde de titel van kalief.
In 1926 kwamen afgevaardigden van de verschillende moslimlanden bijeen om te praten over een eventuele nieuwe kalief, maar de besprekingen eindigden zonder resultaat.

## Het kalifaat der Fatimiden

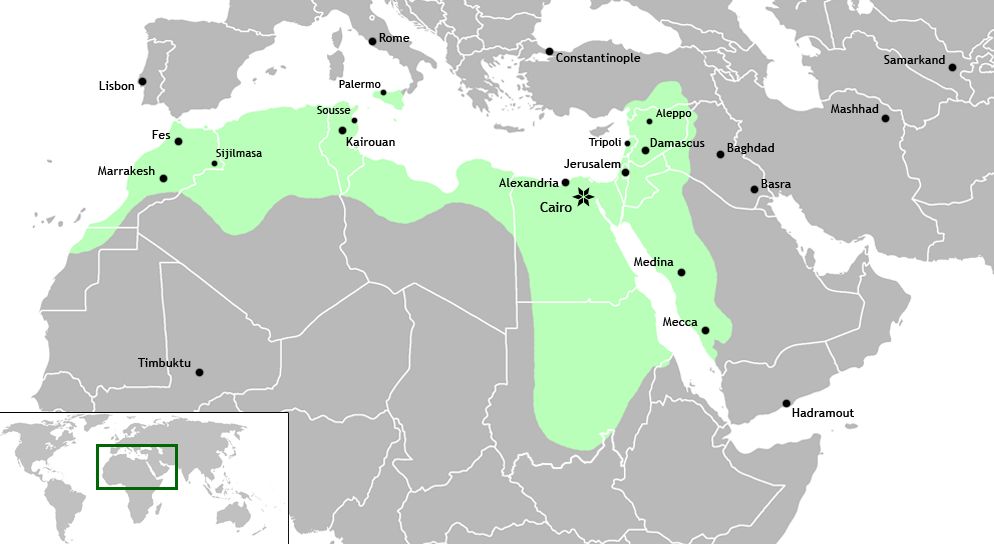
Het Fatimide-kalifaat in zijn grootste omvang

In het begin van de tiende eeuw wist Ubaydullah al-Mahdi, de leider van de ismaïlitische stroming binnen het sjiisme, de macht te veroveren in het huidige Tunesië. Hij beweerde af te stammen van de kalief Ali en zijn vrouw Fatima Zahra, dochter van Mohammed, vandaar dat zijn dynastie bekendstaat als de Fatimiden. Volgens de sjiieten berust de leiding van de islam erfelijk bij nakomelingen van Ali. Hoewel de erfelijke sjiitische leiders gewoonlijk als imam worden aangeduid, nam Ubaydullah in 909 de titel kalief aan. De Fatimiden veroverden in korte tijd het grootste deel van Noord-Afrika en een deel van het Midden-Oosten, maar hun macht werd uiteindelijk beperkt tot Egypte. In 1171 werd de laatste Fatimiden kalief afgezet door de soennitische Ajjoebiden onder leiding van Saladin, die daarmee het gezag van de soennitische Abbasiden kalief van Bagdad herstelde.

## Het kalifaat Córdoba

Het Omajjadenkalifaat van Córdoba in het jaar 1000

Abd al-Rahman I, de enige overlevende van de dynastie der Omajjaden, die in 750 in Damascus waren afgezet door de Abbasiden, wist te ontkomen naar het Iberische Schiereiland, dat toen door moslims werd overheerst. Hij stichtte er een onafhankelijke staat met hemzelf als emir en Córdoba als hoofdstad. Zijn nakomeling Abd al Rahman III riep zich in 929 uit tot kalief. De Omajjadische kaliefen van Córdoba bleven aan de macht tot 1031. Na het ineenstorten van het kalifaat Córdoba ontstonden er kleine islamitische vorstendommen, de taifa's.

## Het kalifaat der Almohaden
De titel kalief werd ook gedragen van door de heersers van de Berberse Almohaden-dynastie, die een eigen, puriteinse vorm van islam leidden en van 1145 tot 1269 over een groot deel van Noord-Afrika en het zuiden van het Iberische schiereiland heersten.
Hun opvolgers van de Hafsiden in Tunesië droegen ook de titel van kalief.

## Andere kalifaten
- Abdallahi ibn Muhammad (1846-1899) liet zich khalifa (kalief) noemen als opvolger van de zich vanaf 1881 Mahdi noemende en in 1885 gestorven Mohammed Ahmad ibn Abd Allah (1844-1885)
- Hakeem Nooruddin (1841-1914) gebruikte de titel Khalifatul Masih als opvolger van Mirza Ghulam Ahmad (1835-1908), die pretendeerde de mahdi en messias te zijn.
- Ook Abu Bakr al-Baghdadi (1971-2019) van de Islamitische Staat liet zich vanaf 2014 kalief noemen.